# Gonochlora minutaria
Gonochlora minutaria là một loài bướm đêm trong họ Geometridae.